# Nîmes Hockey Club
Le Nîmes Hockey Club est un club français de hockey sur glace évoluant en Division 3.
L'équipe première porte le surnom des Krokos de Nîmes.

## Historique

### Kroko Sports: Section glace
Avec l'ouverture de la nouvelle patinoire en décembre 2017, le Kroko Sports rouvre en septembre 2017 une section hockey sur glace. Le club s'engage en Division 3 et s'associe aux clubs alentour pour ses équipes jeunes. Après une première saison compliquée, les Krokos se qualifient en play-offs dès la deuxième saison du club.

### Nîmes Hockey Club
Après plusieurs saisons de cohabitation, les sections Roller et hockey sur glace du Kroko Sports se séparent afin que chacun puisse se développer au mieux. C'est ainsi que le Nîmes Hockey Club est officiellement créé en 2022.

## Logos

Ancien logo.
Logo actuel depuis 2020.

## Effectif actuel
| No    | Nom                  | Nat. | Position       | Arrivée                                  |
| ----- | -------------------- | ---- | -------------- | ---------------------------------------- |
| +001, | Erwan Jaouen         |      | Gardien de but | 2018 - Albatros de Brest II              |
| +020, | Julien Guimonneau    |      | Gardien de but | 2018 - Castors d'Avignon                 |
| +004, | Hugo Astic           |      | Défenseur      | 2017 - Krokos (Roller in line hockey)    |
| +008, | Théo Marchesi        |      | Défenseur      | 2019 - Lions de Belfort                  |
| +012, | Quentin Lardière     |      | Défenseur      | 2019 - Dragons de Poitiers               |
| +017, | Etienne Dardier      |      | Défenseur      | 2018 - Vipers de Montpellier II          |
| +047, | Yohan Orsoni         |      | Défenseur      | 2017 - Krokos (Roller in line hockey)    |
| +051, | Simon Dentroux       |      | Défenseur      | 2018 - Vipers de Montpellier U17         |
| +076, | Adrien Colaisseau    |      | Défenseur      | 2019 - Dogs de Cholet                    |
| +077, | Johan Rossignol      |      | Défenseur      | 2018 - Ours de Villard-de-Lans           |
| +097, | Stefan Malfondet – A |      | Défenseur      | 2018 - sans club                         |
| +006, | Mathis Ricci         |      | Attaquant      | 2018 - Lynx de Valence                   |
| +009, | Mathis Pasquali      |      | Attaquant      | 2019 - Ducs de Dijon                     |
| +015, | Jordan Agliardi – C  |      | Attaquant      | 2018 - Ours de Villard-de-Lans           |
| +016, | Luca Pereira         |      | Attaquant      | 2018 - Castors d'Avignon U17             |
| +018, | Ivan Ormis           |      | Attaquant      | 2018 - sans club                         |
| +021, | Mathis Flinois       |      | Attaquant      | 2019 - Vipers de Montpellier             |
| +023, | Lilian Torres        |      | Attaquant      | 2018 - Castors d'Avignon U17             |
| +033, | Antoine Dauthier     |      | Attaquant      | 2019 - Français volants de Paris Loisirs |
| +049, | Valentin Cluzel      |      | Attaquant      | 2018 - Lynx de Valence                   |
| +087, | Jiří Šimčík          |      | Attaquant      | 2018 - sans club                         |